# Fritz Wiedemann (Offizier)

Fritz Wiedemann

Friedrich „Fritz“ Wiedemann (* 16. August 1891 in Augsburg; † 11. Januar 1970 in Eggenfelden) war ein deutscher Offizier, Adjutant Adolf Hitlers und deutscher Diplomat. Er unterhielt eine langjährige Beziehung zu Stéphanie zu Hohenlohe-Waldenburg-Schillingsfürst.

## Leben
Nach dem Abitur trat Wiedemann 1910 als Fahnenjunker in das 3. Infanterie-Regiment „Prinz Karl von Bayern“ der Bayerischen Armee ein. Er absolvierte 1912 die Kriegsschule München und wurde im Anschluss zum Leutnant befördert. Wegen eines Unfalls kam Wiedemann im Ersten Weltkrieg erst ab Oktober 1915 an der Westfront zum Einsatz und wurde Adjutant im Regimentsstab des Reserve-Infanterie-Regiments 16. Dort war auch Adolf Hitler als Meldegänger eingesetzt und Wiedemann sein Vorgesetzter. Auf diesem Weg lernten sich die beiden Männer kennen.
Nach dem Krieg – Hitler und Wiedemann verloren sich zunächst aus den Augen – arbeitete er als Landwirt im Allgäu und zuletzt in Neuhofen. Auch war er Mitbegründer der Molkerei von Pfarrkirchen.
1921 begegnete er Hitler zufällig beim Regimentstreffen, wo ihm dieser die Führung der SA anbot. Wiedemann lehnte zunächst ab, doch als die Molkerei 1933 in wirtschaftliche Schwierigkeiten geriet, bat er Hitler über Max Amann um Hilfe.
Ende 1933 schließlich wurde ihm eine Stelle als Adjutant bei Rudolf Heß angeboten, die Wiedemann am 1. Februar 1934 antrat. Wenige Tage später wurde er trotz Aufnahmesperre in die NSDAP aufgenommen. Nach zehn Monaten bei dessen Stellvertreter Rudolf Heß wurde Wiedemann am 1. Januar 1935 Adjutant Hitlers, dessen Büroorganisation er professionalisieren konnte. Er wurde auch NSKK-Brigadeführer und ab 1938 Mitglied des Reichstags. In seiner Funktion sorgte Wiedemann dafür, dass Käthe Schmid, die Witwe des von der SS aufgrund einer Namensverwechslung ermordeten Musikkritikers Wilhelm Schmid, trotz ihrer jüdischen Wurzeln Hermann Hoerlin heiraten konnte – was Voraussetzung für die Ausreise des Paares in die USA war. Auch jüdische Kriegskameraden aus dem Ersten Weltkrieg soll Wiedemann unterstützt und ihnen zur Ausreise verholfen haben. Der Historiker Thomas Weber vermutet, dass Wiedemann für seinen ehemaligen Kameraden Ernst Hess einen sogenannten Schutzbrief erwirkte, laut dem Hess wegen seiner „Abstammung keine weiteren, über die gesetzlichen Bestimmungen hinausgehenden Beschränkungen auferlegt werden“ sollten.
In seiner neuen Dienststelle wurde Wiedemann mit verschiedenen Auslandsmissionen betraut. Unter anderem bereitete er den Anschluss Österreichs ans Deutsche Reich mit vor und war Verbindungsmann zu Lord Halifax in London.
Durch diese Reisen entstand eine gewisse Distanz Wiedemanns zu seinem „Führer“. Als dieser schließlich zu der Auffassung gelangte, dass Wiedemann – den er stets als „Ultra-Pessimisten“ zu bezeichnen pflegte – seiner Politik misstraue, entließ Hitler Wiedemann am 19. Januar 1939 und ernannte ihn zum Generalkonsul in San Francisco. In den USA entwickelte Wiedemann sich endgültig zum Gegner Hitlers und des Nationalsozialismus. Er nahm Kontakt zum britischen Geheimdienst auf und warnte Briten und Amerikaner ausdrücklich vor Hitler. Diesem seien seine Erfolge zu Kopf gestiegen. Er gehöre zu den grausamsten Menschen der Welt, Frieden könne es mit ihm nicht geben. Wiedemann informierte die Briten auch über den Stand der deutschen Angriffspläne auf Großbritannien und empfahl, selbst so schnell wie möglich hart zuzuschlagen.
Mit der Schließung aller Konsulate in Amerika im Juni 1941 kehrte Wiedemann am 16. Juli nach Deutschland zurück. Er wurde am 7. August 1941 zum Generalkonsul in Tianjin ernannt und übernahm am 17. Dezember die Geschäfte. Dort wurde er im September 1945 von den Alliierten inhaftiert und nach Deutschland transportiert. Am 7. Oktober 1945 war er Zeuge beim Nürnberger Prozess gegen die Hauptkriegsverbrecher. Am 5. Mai 1948 wurde er aus der Zeugenhaft entlassen.
Wiedemann zog sich die letzten zwei Jahrzehnte seines Lebens als Landwirt ins Privatleben zurück. Er sagte bei einer Vernehmung am 9. Juni 1961 zu den Krankenmorden der Aktion T4 aus, dies sei ein bekanntes Vorhaben Hitlers gewesen:

„Ich kann mit Sicherheit sagen, daß ich bereits vor meiner Abreise nach San Francisco Kenntnis erlangt habe von der Absicht Hitlers, im Kriegsfall unheilbare Kranke – nicht nur unheilbare Geisteskranke – zu vernichten. Als Motiv wurde angegeben, es seien unnötige Esser.“

## Schriften
- vier Kapitel in Fridolin Solleder (Hrsg.): Vier Jahre Westfront. Geschichte des Regiments List R.I.R. [= Reserve-Infanterie-Regiment] 16. Max Schick Verlag, München 1932 (= Erinnerungsblätter deutscher Regimenter. Bayerische Armee. Hrsg. vom Bayerischen Kriegsarchiv. Bd. 76).
  - Kapitel 7: Der zweite Kriegswinter bei Fromelles (PDF; 20,2 MB)
  - Kapitel 8: Das Gefecht bei Fromelles am 19. und 20. Juli 1916 (PDF; 17,7 MB)
  - Kapitel 9: Die Sommeschlacht (PDF; 18,7 MB)
  - Kapitel 10: Auf den Vimyhöhen. Stellungskrieg Oktober 1916 bis Februar 1917 (PDF; 10,9 MB)
- Der Mann, der Feldherr werden wollte. Erlebnisse und Erfahrungen des Vorgesetzten Hitlers im 1. Weltkrieg und seines späteren persönlichen Adjutanten. blick + bild Verlag für politische Bildung, Velbert/Kettwig 1964 (Wiedemanns Memoiren).